# فلاديمير فيريمينكو
فلاديمير فيريمينكو (بالروسية: Веремеенко, Владимир Владимирович) مواليد 21 يوليو 1984 في غوميل، جمهورية بيلاروس السوفيتية الاشتراكية، هو لاعب كرة سلة بيلاروسي. بدأ مسيرته الاحترافية في سنة 1999. تم اختياره من قبل فريق واشنطن ويزاردز خلال الدرافت. يلعب مع فريق بروس باسكتس. يحمل الرقم 14.

## المسيرة الاحترافية
لعب مع خيمكي في الدوري الروسي من سنة 2006 إلى 2008، ثم لعب مع بانفيت لكرة السلة في الدوري التركي في موسم 2014–2015، ثم لعب مع بالاكانسترو ريجيانا في الدوري الإيطالي في موسم 2015–2016، ثم لعب مع بروس باسكتس في الدوري الألماني في سنة 2016.

## روابط خارجية
- فلاديمير فيريمينكو على موقع الاتحاد الدولي لكرة السلة (الإنجليزية)
- فلاديمير فيريمينكو على موقع الدوري الأوروبي لكرة السلة (الإنجليزية)
- فلاديمير فيريمينكو على موقع سبورتس رفرنس (الإنجليزية)
- فلاديمير فيريمينكو على موقع كرة السلة الأوروبية.كوم (الإنجليزية)
- فلاديمير فيريمينكو على موقع DraftExpress.com (الإنجليزية)
- فلاديمير فيريمينكو على موقع ريلجم (الإنجليزية)
- فلاديمير فيريمينكو على موقع بروبوليرز (الإنجليزية)
- فلاديمير فيريمينكو على موقع سبورتس رفرنس (الإنجليزية)